# 恐怖女子高校 女暴力教室
『 恐怖女子高校 女暴力教室 』（きょうふじょしこうこう おんなぼうりょくきょうしつ）は、1972年に製作された日本映画。恐怖女子高校シリーズ第1作。旧R指定作品。不良女子高生グループの「抗争」および、学校経営者との対決が描かれる。監督：鈴木則文。
封切り時の同時上映作品は『やくざと抗争』（監督：佐藤純彌 、主演：安藤昇）。

## ストーリー
神戸市の高台に立つ私立女子高校・聖光女子学園3年4組には、激しく対立する2つのスケバングループがあった。一方を率いるのは学園理事長の妾腹・澄子。もう一方のリーダーは「乱世会のおミチ」こと迪子（みちこ）であった。
ある日学園に、かつて「乱れ菊のお由紀」と呼ばれた伝説のスケバン・由紀が転校してきた。由紀は、迪子に喧嘩を売られても応じようとしない。一方的にやられた由紀は、たまたま彼女を介抱した優等生の洋子と、両親がいないという境遇が共通していたことが元で親しくなった。洋子は学校ではおとなしくしていたが、実はクラブでホステスのアルバイトをしており、学園理事長の息子・丈夫と昵懇であった。その後由紀は過去を買われ、澄子のグループに加入する。
澄子らのグループは、手下にした生徒に売春をさせて私腹を肥やしていた。憤激した迪子らは、2人の仲間を澄子グループに潜入させるも計画が露見し、2人は凄惨なリンチに遭う。迪子らは救出のために澄子グループに奇襲をかける。3年4組の担任教師・吉岡が、彼女らの大乱闘をたまたま目撃し、仲裁に入ったため、決着がつかずに終わる。
吉岡を逆恨みした迪子は、吉岡の恋人である女教師・秋子を校外の男友達にさらわせ、吉岡の目の前で襲わせる。そこへ由紀が現れて秋子を救出し、迪子に決闘を申し込む。学園伝統の決闘場であるビーナスブリッジでのタイマン勝負は引き分けに終わり、由紀は生徒手帳を落として立ち去った。生徒手帳には、ある一家心中を報じた新聞記事がはさまっていた。由紀の両親は金貸し・郡大作のために自殺に追い込まれており、郡はその後出世し、聖光女子学園の現理事長に収まっていた。由紀は郡へ復讐するために、聖光学園に転校してきたのだった。
学園の健康診断で、洋子の妊娠が判明する。丈夫は手切れ金を渡し、冷淡に堕胎を勧める。さらに実妹である澄子をけしかけて洋子に暴行を加えさせ、洋子を流産させてしまう。絶望した洋子は、由紀や迪子らの目の前で校舎から飛び降りる。学園側は身寄りのない洋子の死自体をうやむやにしようとし、生徒たちは不信感をつのらせていく。
迪子グループと澄子グループは、決着をつけるため、河原での喧嘩に臨んだ。刃物なしのルールを申し合わせたが、澄子らはナイフを隠し持っており、迪子らは窮地に陥る。そこへ由紀が現れ、寝返って迪子らに加勢する。由紀は澄子に猟銃を突きつけ、「天国の洋子に詫びろ」と詰め寄る。澄子グループは全裸になり、土下座して許しを請う。
ある夜、丈夫は由紀を自宅に誘い、寝室に招く。丈夫が由紀の服を脱がせると入れ墨があり、丈夫はひるんだ。由紀が自分の正体と目的を明かし、そこへ銃を構えた迪子たちが乗り込んだ。銃を突きつけられた丈夫、父親の郡、そして郡の妾でクラブのママ・絹枝の3人は裸にされ、学園の校門の柱にくくりつけられる。
そこへ「退学届」と大書された立て看板を設置し、焚き火を囲んだ迪子・由紀は、セーラー服を火の中に脱ぎ捨てた。

## 登場人物
聖光女子学園3年4組
- 中田 迪子
  - 自身のスケバングループ・乱世会を率いる不良。厳格な公務員の家庭に育つが、レイプされたことをきっかけに「あたしが世間を強姦する側になってやる」と誓い、不良道を歩むことになる。そんな過去のために曲がったことが嫌いで、カツアゲや売春で金を稼ぐ澄子たちを嫌っている。

- 尾野崎 由紀
  - 花園女学院からの転校生。三宮出身。花園女学院では女番長であったが、転向後は澄子の手下となる。その目的は自身の家族を一家心中に追い込んだ聖光学園理事長・郡への復讐のためであり、澄子から離反して勝利する。旧姓は「菊村」で、家族を死に追いやった郡への恨みを体に刻みつけるため、内腿に菊花の入れ墨を入れている。ピアノが得意で、『皆殺しの歌』を好んで弾く。

- 岬 洋子
  - クラスの優等生。澄子の母・絹枝が経営するクラブで年齢を偽ってアルバイトをしている。両親がおらずひとり暮らしをしており、境遇の重なる由紀と仲よくなる。丈夫に見初められて丈夫の子を宿すも、澄子グループからのリンチのために流産し、ショックのため自殺。

- 福本 澄子
  - 聖光学園理事長・郡の娘（丈夫の異母妹）。もうひとつのスケバングループを率いる。大規模な売春クラブを主宰しており、警察の捜査対象になったが、父親の威光のために逮捕を免れる。迪子らとの決闘に敗れ、学園を去る。

- 王 メイ子
  - 迪子の仲間。リボンを付けた坊主頭が特徴。

- 伴 団子
  - 迪子の仲間。丸メガネとそばかすが特徴。

学園関係者
- 郡 大作
  - 聖光女子学園の理事長。かつては容赦ない取り立てを行う貸金業者であり、由紀ら菊村家を一家心中に追い込んだ。さらなる金儲けをたくらみ、医科大学の設置を自治体に働きかけている。クラブのママ・絹枝を大邸宅に囲い、本宅に帰らずに暮らしている。

- 郡 丈夫
  - 学園理事のひとりで、理事長の息子（澄子の異母兄）。絹枝のクラブに通い、従業員を物色しているうち、洋子に出会う。洋子の死後、父親を仇と狙っていると知らずに由紀に迫る。

- 平泉 利根
  - 学園長。常に「賢き妻となり優しき母になろう」との校訓を唱えるが、校内の非行は見て見ぬ振りをしている。

- 浜村
  - 教頭。常に「性教育研究」という学術雑誌を読みふけっている。

- 山田 隆
  - ベテランの数学教師。『日本列島改造論』を愛読している。宿直中にメイ子に迫られ、成績の操作を約束する。

- 吉岡 敬一
  - 体罰のために前任地を追われ、聖光女子学園にやって来た若手教師。急遽3年4組の担任を受け持つことになり、迪子たちを体罰で苦しめるが、恋人・秋子が襲われるところを目の前で見せられ、精神的に追い込まれる。

- 北川 秋子
  - 若手の女教師。吉岡の恋人。

- 岡
  - 学園の健康診断を受け持つ学校医。関西が舞台でありながら、作中で関西弁で話すのは彼が唯一である。洋子の妊娠を最初に見破る。

その他の人物
- 福本 絹枝
  - 学園近くの繁華街でクラブを経営するママ。理事長の妾で澄子の母親。郡とは貸金業者時代からの付き合いとみられ、由紀による復讐の対象となる。

- 三郎
  - バーの経営者。不良少女たちの情報に詳しく、澄子の売春クラブに関して迪子にタレ込みをする。迪子とは金を払って抱き合う関係のため頭が上がらず、迪子の指示で仲間とともに秋子を襲う。

- 森田 善兵衛
  - 教育審議会（教育委員会に相当する架空の公的組織）委員長。医科大学の設置認可をめぐり、郡親子の接待攻めに遭う。

## キャスト
- 中田迪子：杉本美樹
- 岬洋子：三浦夏子
- 吉岡敬一：成瀬正孝
- 福本澄子：衣麻遼子

- 茅島瑕子：女屋実和子
- 王メイ子：丘ナオミ
- 大塚真弓：ひろみどり
- 宇田蝶：須藤リカ（クラウンレコード）
- 碧川初枝：碧川ジュン（新人）
- 山田隆：由利徹
- 岡校医：岡八郎
- 三郎：一ノ瀬健（クラウンレコード）
- 平泉利根：松井康子
- 福本絹枝：三原葉子
- 浜村教頭：大泉滉
- 久保田弘子：一の瀬レナ
- 生島マリ子：司京子
- 星野けい子：穂積かや
- 関みどり：川奈良子
- 中川君江：東映子
- 森川正子：松代薫
- 伴団子：園かおる
- 森田善兵衛：中村錦司
- 五代重臣：蓑和田良太
- 北川秋子：榊浩子
- 中田あき（迪子の母）：京町一代
- （役名なし）：橋本房枝
- （役名なし）：山口朝美
- （役名なし）：美川玲子
- 中田伺郎（迪子の父）：那須伸太朗
- 刑事：有島淳平
- （役名なし）：中村とも子
- （役名なし）：藤東和子
- （役名なし）：前川利江子
- （役名なし 三郎の仲間）：白井孝史
- 政公：片桐竜次
- 吉夫：松本泰郎
- 中年男：小田真士
- 中年男：島田秀雄
- ノンクレジット
  - 刑事：宮城幸生
  - クラブの客：北川俊夫

- 郡大作：金子信雄
- 郡丈夫：名和宏
- 尾野崎由紀：池玲子

## 製作

### キャスティング
碧川初枝役の新人・碧川ジュンは学習院女子中等部出身のお嬢さんで、マスメディアに取り上げられた。碧川は大阪生まれ。同中学を経て宝塚音楽学校に入学したが中退。テレビのカバーガールをやっていた時、本作のプロデューサー・天尾完次にスカウトされ、本作に抜擢された。天尾は「学習院出身のお嬢さんにしては大した度胸。顔もスタイルもいいし、ポスト・池玲子のナンバーワン」などと褒めちぎった。学習院出身のポルノ女優といえば、本作にも出演する松井康子が先輩で、松井は若い頃は「山本富士子のポルノ版」とも謳われたが、この当時は体重70キロ超と太ってしまい、往年の面影はなく、碧川は「松井さんがおスモウさんみたいに肥えられたので私の出番でしょ」と新人ながら啖呵を切った。

## シリーズ
- 第2作『恐怖女子高校 暴行リンチ教室』
- 第3作『恐怖女子高校 不良悶絶グループ』
- 第4作『恐怖女子高校 アニマル同級生』